# 能源催化劑
能源催化劑（Energy Catalyzer）是義大利科學家安卓·羅西（Andrea Rossi）與Sergio Focardi發明的冷核融合反應器。它已經獲得義大利專利，但不是以設備名義申請。
安卓·羅西發現用某種催化劑進行實驗，結果顯示鎳和氫能轉化為銅，從而產生熱能。能源催化劑尚未普遍得到其他科學家證實。